# Louis Schelbert
Louis Schelbert, né le 31 octobre 1952 à Lucerne, est un homme politique suisse, membre des Verts.
Il a siégé au Conseil national de 2006 à 2018.

## Biographie

### Carrière professionnelle
Diplômé en allemand, philosophie et histoire de l'université de Berne, Louis Schelbert est journaliste indépendant de 1987 à 1997. Son engagement pour les organisations progressistes de Suisse lui ferme l'accès à un poste d’enseignant. Tout en poursuivant son métier de journaliste, il est secrétaire général de la Fédération des syndicats lucernois de 1997 à 2011.

### Carrière politique
Il entame sa carrière politique comme membre des Organisations progressistes de Suisse avant de rejoindre les Verts. Il est membre du conseil municipal de la ville de Lucerne dont 1979 à 1987. De 1991 à 2006, il siège au Grand Conseil du canton de Lucerne. En 2006, il accède au Conseil national en remplacement de Cécile Bühlmann, démissionnaire.

### Vie privée
Il est marié avec l’artiste Monika Feucht et père de trois enfants, dont l’un a été élu au Conseil municipal de la ville de Lucerne en 2004.  